# Tenancingo (region)
Tenancingo (spanska: Región XIII Tenancingo) är en region i delstaten Mexiko i Mexiko bildad 2015.
Den gränsar till regionerna Tejupilco i syd/sydväst, Toluca i väst, Metepec och Lerma i norr samt delstaten Morelos i ost. Regionens yta består av delar av det som tidigare (2006) tillhörde regionerna Ixtapan och Toluca.
Kommunen Tenancingo tillhörde regionen Valle de Bravo från de första regionernas grundade fram tills 2006.

## Kommuner i regionen
Regionen består av tio kommuner (2020).
- Almoloya del Río
- Calimaya
- Joquicingo
- Malinalco
- Ocuilan
- Rayón
- San Antonio la Isla
- Tenancingo
- Tenango del Valle
- Zumpahuacán